# Дрезина
Дрезина је врста превозног средства за превоз особља које ради на железници. Служи за превоз на краћим растојањима. Погон може бити ножни (као бицикл педале и пренос ланцем), ручни или на моторни погон. 
Дрезина се креће по железничким шинама па има и одговарајуће точкове. 
Дрезине се данас користе за рекреацију на неколико неискоришћених железничких пруга у Немачкој, Шведској, Норвешкој, Пољској, неким другим европским земљама и Јужној Кореји. Неколико компанија изнајмљује дрезине у Шведској. У Сједињеним Државама, туре Дрезинама су функционисале у неколико држава широм земље: Калифорнија, Мејн, Орегон, планине Адирондак у северном делу Њујорка и Делавер.
Пре Другог светског рата, Јапанско царство је већ увелико користило дрезине као што је Сумида М.2593 у јапанској инвазији на Манџурију и кинеско-јапанском рату. Од 1952. године, оклопна колица Викхам користиле су британске безбедносне снаге током малајске ванредне ситуације.
На слици је дрезина, за две особе, са ножним погоном, на педале, која се налази изложена у Мокрој Гори на „Шарганској осмици“ код Ужица у близини Мећавника, Дрвенграда који гради Емир Кустурица.